# Abszolút többségi kritérium
Az abszolút többségi kritérium olyan szavazási kritérium, amelyet egy egygyőzteses szavazási rendszer akkor teljesít, ha abban egy olyan jelölt, amelyet a szavazók abszolút többsége (több mint 50%) preferál, akkor ez a jelölt garantált nyer.
Néhány módszer, amely megfelel ennek a feltételnek az azonnali többfordulós szavazás (IRV), a relatív többségi szavazás, valamint bármely Condorcet-módszer,
A kritériumot eredetileg azokra a módszerekre nézve határozták meg, amelyekben rangsorolt (preferenciális) szavazatot lehet leadni, ezek közül egyes rendszerek, mint például a Borda-számlálás egyetlen definícióban sem teljesítik a kritériumot. Más módszereknél, mint például a STAR szavazás, pontozós szavazás, jóváhagyó (elfogadó) szavazás és többségi ítélet esetében a rendszer a használt kritérium definíciójától függően sikeres vagy sikertelen lehet.
Más szavazási rendszerek hívei azt állítják, hogy a többségi kritérium valójában a szavazási rendszer hibája, és nem jellemzője, mivel ez a többség zsarnokságához vezethet, amikor olyan polarizálódó jelöltet választanak meg, akit a szavazók valamivel több mint fele preferált, de lehetséges, hogy mindenki más gyűlöl. Más rendszerek jobbak lehetnek olyan konszenzusos jelöltek megválasztásában, akik szélesebb vonzerővel rendelkeznek, ami állítólag jobb képviselőivé teszi őket a lakosság egészének. Ezeket inkább "haszonelvűnek" (utilitárius) vagy "konszenzus-keresőnek" nevezik, mint "többséginek ". Peter Emerson a a Borda-számlálás híveként azzal érvel, hogy a többségi szabály alapvetően hibás, és keserűséghez, megosztottsághoz és erőszakhoz vezet, példaként említve Észak-Írországot és Boszniát . Megjegyzendő azonban, hogy egy haszonelvű rendszerben, amikor nincs konszenzusos jelölt, a kisebbség preferenciája felülmúlhatja a többség preferenciáját, ha csak valamivel magasabb hasznosságot kínál; így a haszonelvű módszereknek nem mindig növelik a konszenzust.
Megjegyzendő, hogy a kölcsönös többségi kritérium a többségi kritérium általánosított formája, amely azt hivatott figyelembe venni, amikor a többség több jelöltet részesít előnyben az összes többinél. A többségi kritériumot teljesítő, de a kölcsönös többségi kritériumnak nem megfelelő szavazási módszerek egy kivételével a többség által előnyben részesített jelöltek közül mindenkit lemorzsolhatnak, hogy biztosítsák a többség által preferált jelöltek egyikének a győzelmét, és spoiler hatást keltenek. Erről figyelemre méltó az elterjedt első választási módszer, mivel a többségi előnybe kerülésért versengő nagy pártok gyakran előválasztással próbálják megakadályozni, hogy egynél több jelölt induljon és megoszoljon a szavazat.

## Összehasonlítás a Condorcet-kritériummal
A többségi kritérium szerint X jelöltnek kell nyernie, ha a szavazók többsége igenlő választ ad az „Ön jobban preferálja X-et minden más jelölttel szemben?” kérdésre. .
A Condorcet-kritérium erősebb. Eszerint egy X jelöltnek kell nyernie, ha minden más Y jelöltre több szavazó van, akik igennel válaszolnak az „Ön inkább választaná X-et Y helyett?” kérdésre igennel válaszol. A Condorcet-kritérium kielégítése magában foglalja a többségi kritériumét, de fordítva nem, azaz az abszolút többségi kritérium  teljesítése szükséges, de nem elégséges feltétele a Condorcet-kritérium teljesülésének.
Abban az állításban, hogy a Condorcet-kritérium erősebb, mint a többségi kritérium, a kritérium szót olyan kritériumként kell értelmezni, amelyet egy szavazási rendszer teljesíthet vagy nem, nem pedig olyan kritériumként, amelynek egy jelöltnek meg kell felelnie a választás megnyeréséhez.

## Példák

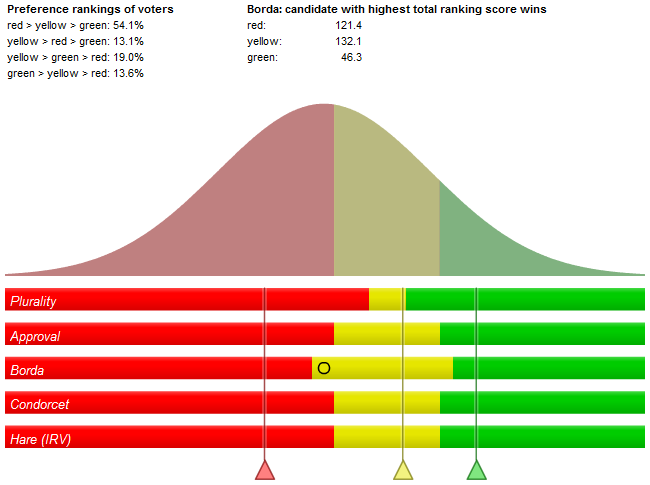
Azok a rendszerek, amelyek megfelelnek a többségi kritériumnak (relatív többségi szavazás, Condorcet és IRV), mindenképp megválasztják a vörös jelöltet, mivel megkapta a szavazatok asbzolút többségét. A Borda-számlálás nem felel meg a többségi kritériumnak, és nem választja a Pirost.

### A többségi kritériumot teljesítő rendszerek

#### Relatív többségi szavazás
A relatív többségi szavazás teljesíti az abszolút többségi kritériumot, ugyanis a relatív többség (több szavazatot szerez, mint a többi jelölt) egy ilyen rendszerben gyengébb követelmény, mint az abszolút többség: Ha egy jelölt abszolút többséget szerez egy olyan választáson, ahol minden választónak egy szavazata akkor, akkor nem lehet, hogy egy másik jelölt szerezze meg a szavazatok relatív többségét.
A relatív többségi szavazást a leggyakoribb formájában nem tartják preferenciális rendszernek, mivel ebben a szavazók csak az első preferenciájukat jelezhetik ("egy X"). Ettől még a többségi kritérium értelmezhető a rendszerre, mivel úgy is felfogható, hogy a relatív többségi rendszerben minden választó preferenciális szavazatot ad le (mint az azonnali többfordulós szavazásban), de nem rangsorolja a többi jelöltet, csak az általa leginkább preferáltat ("egy 1-es"). Ha a választók szokásos preferenciális szavazatot adhatnának le, amit számos különböző módon lehet megszámolni (ezért van többféle preferenciális szavazási rendszer) a relatív többségi rendszer az a módszer, amelyik nem veszi figyelem a többi preferenciákat a szavazólapokon, csak az 1-est.

### Vitatott rendszerek (értelmezés kérdése)

#### Jóváhagyó szavazás
Nem egyértelmű, hogy a jóváhagyó szavazás megfelel-e a többségi kritériumnak. A jóváhagyó szavazás nem preferenciális (rangsorolós) szavazási módszer, míg a többségi kritériumot a rangsorolt szavazási módszerekre értelmezve hozták létre.  Értelmezés kérdése a kibővítése nem preferenciális szavazási módokra.
A szoros értelemben véve, ha a szavazók többsége egy jelöltet jobbnak tart az összes többinél, a jóváhagyó szavazás felhatalmazza a választókat arra, hogy megválasszák ezt a jelöltet, de nem kényszerítik rá őket. Az abszolút többségi tömb szavazói úgy szavazhatnak, hogy garantálják a kedvenc jelöltjük megválasztását. Ha azonban a szavazók közül néhányan inkább egy szélesebb támogatottságú konszenzusos jelöltet keresnek, a jóváhagyási szavazás lehetővé teszi számukra ezt.
Ha az „jobban preferál” kifejezés a preferencia tényleges kifejezését elvárja („jobb szavazat adása”), akkor a jóváhagyó szavazás megfelel az abszolút többségi kritériumnak. Azonban, ha a "a jobban preferál" nem várja el a preferencia tényleges kifejezését a szavazólapon (csupán "ne értékeld rosszabbnak", mint mást), akkor a jóváhagyó szavazás nem teljesíti a kritériumot.

## Lásd még
- Kölcsönös többségi kritérium
- Szavazási rendszer
- Szavazási kritériumok
- Condorcet-kritérium

## Fordítás
Ez a szócikk részben vagy egészben  a   Majority criterion című angol Wikipédia-szócikk fordításán alapul.  Az eredeti cikk szerkesztőit annak laptörténete sorolja fel. Ez a jelzés csupán a megfogalmazás eredetét és a szerzői jogokat jelzi, nem szolgál a cikkben szereplő információk forrásmegjelöléseként.